# Barri jueu de la ciutat vella de Jerusalem

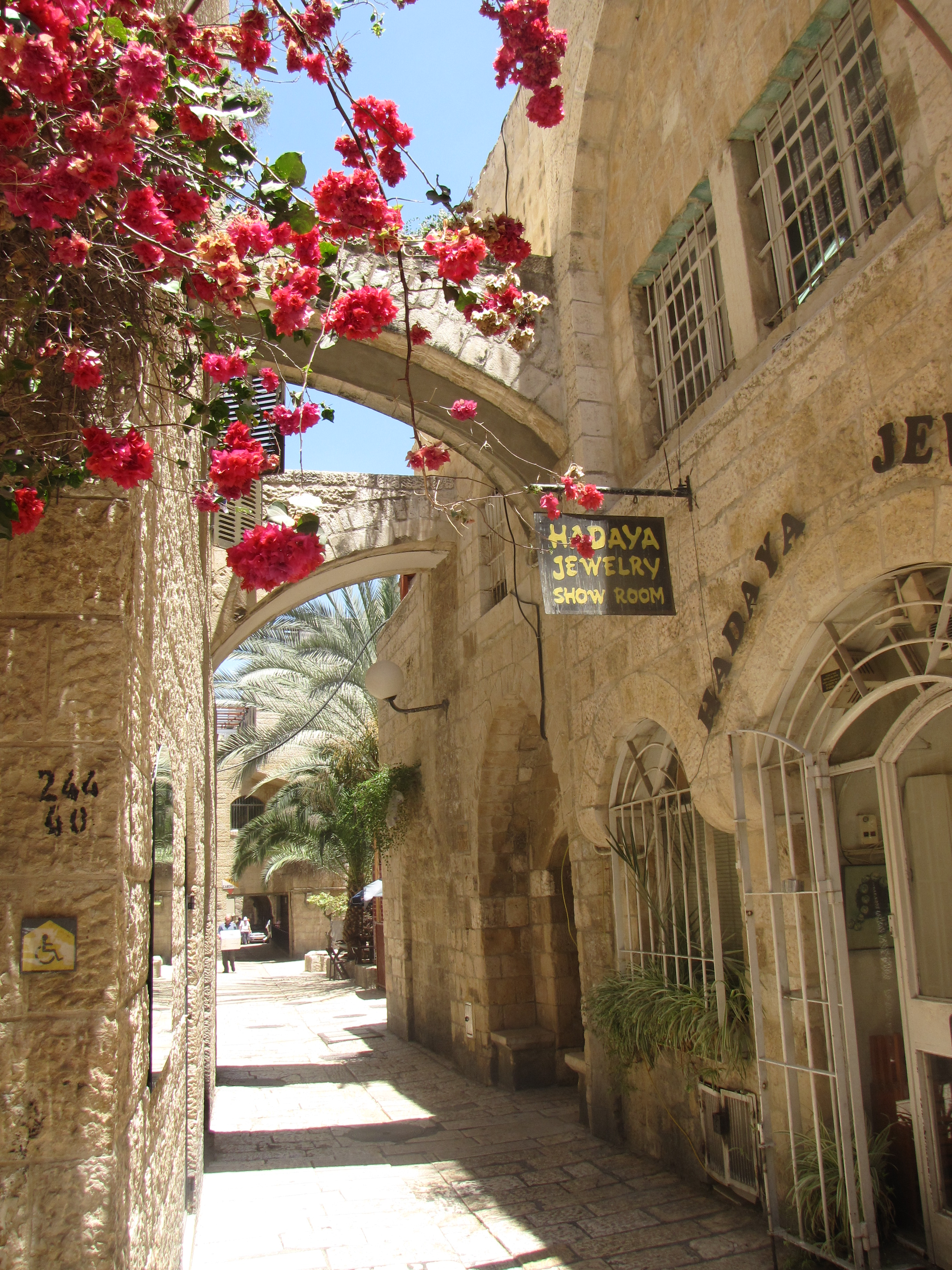
Passatge del Barri Jueu.

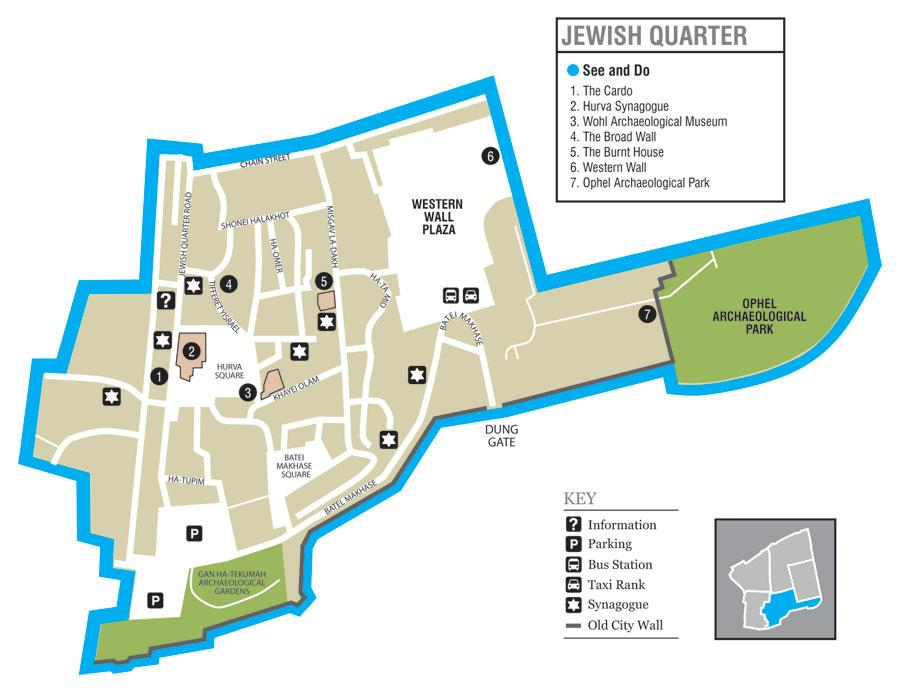
Mapa del Barri Jueu de la Ciutat Vella de Jerusalem.

El Barri Jueu (en hebreu: הרובע היהודי‎) (transliterat: HaRova HaYehudi) és un dels quatre barris en els que està dividida la Ciutat vella de Jerusalem. L'àrea, que mesura 116.000 metres quadrats, està situada en el sud-est de la ciutat emmurallada. S'estén des de la Porta de Sió, al sud de la ciutat, fins al Barri Armeni, en l'oest, i el Mur de les Lamentacions al nord i la Mont del Temple, a l'est.
El barri està habitat per 2.348 habitants (2004) i acull nombroses ieixivot i sinagogues, en particular la Sinagoga Hurva. Després d'haver estat construïda en 1701, destruïda en 1721, reconstruïda en 1864 i destruïda novament en 1948 durant l'ocupació jordana, la Sinagoga Hurva va ser novament reconstruïda a partir de 2006 i va tornar a consagrar-se en 2010.

## Història
El barri té una rica història, amb una contínua presència jueva des del segle VIII a. C. Quan en 135, l'emperador romà Hadrià va construir la ciutat de Èlia Capitolina sobre les runes de l'antiga Jerusalem, la Desena Legió tenia el seu campament en el terreny de l'actual barri jueu.
Al començament del segle xx la població del barri va arribar fins als 19.000 habitants, sense que fos una població completament jueva, existint també altres comunitats vivint en el mateix. Gairebé totes les propietats al barri van ser llogades als seus ocupants com a béns arrels musulmans (waqf). Aquesta va ser una de les raons per a l'expansió i construcció a l'oest de la ciutat en els darrers anys de l'Imperi Otomà, ja que la terra fora de la ciutat era propietat de ple dret (mulk) i més fàcil d'adquirir. D'aquesta manera, van començar a néixer nous barris fora dels murs de la Ciutat Vella, com Mishkenot Sha'ananim o Mea Shearim, amb la qual cosa el nombre d'habitants jueus dins de la Ciutat Vella va descendir gradualment.

## Característiques
És el barri més cuidat de la Ciutat Vella. Després de la conquesta israeliana del sector oriental de la ciutat després de la Guerra dels Sis Dies, aquesta es va tornar a reconstruir de les greus destrosses produïdes pels bombardejos jordans durant la Guerra d'independència d'Israel, i per la manca de manteniment durant el període d'ocupació jordana.
Per a la seva reconstrucció es va tenir constància de l'aparença original del barri, les fronteres del barri es van definir i van començar els processos de topografia i cartografia. La seva superfície va ser ampliada en incorporar àrees del Barri Armeni que no havien pertangut al barri jueu (incloent aquestes els complexos d'edificis Ja'ouni, Bashiti i Anabousi, que eren propietat d'àrabs locals però van ser expropiades). Es va incorporar també el veí Barri Marroquí, demolit en 1967, la qual cosa va possibilitar construir una esplanada per als fidels jueus, visitants i turistes davant del Mur de les Lamentacions i va iniciar així la transformació física del barri, gràcies a la qual cosa tant carrers com a cases i places van ser completament renovades.
El seu centre és la Plaça Hurva (si bé anteriorment era la Plaça Batei Mahaseh). Es una petita plaça amb una placa commemorativa dels successos de 1948, quan els jordans van reunir a tots els jueus i els van expulsar de la Ciutat Vella cap a la part oest de Jerusalem.

## Llocs d'interès

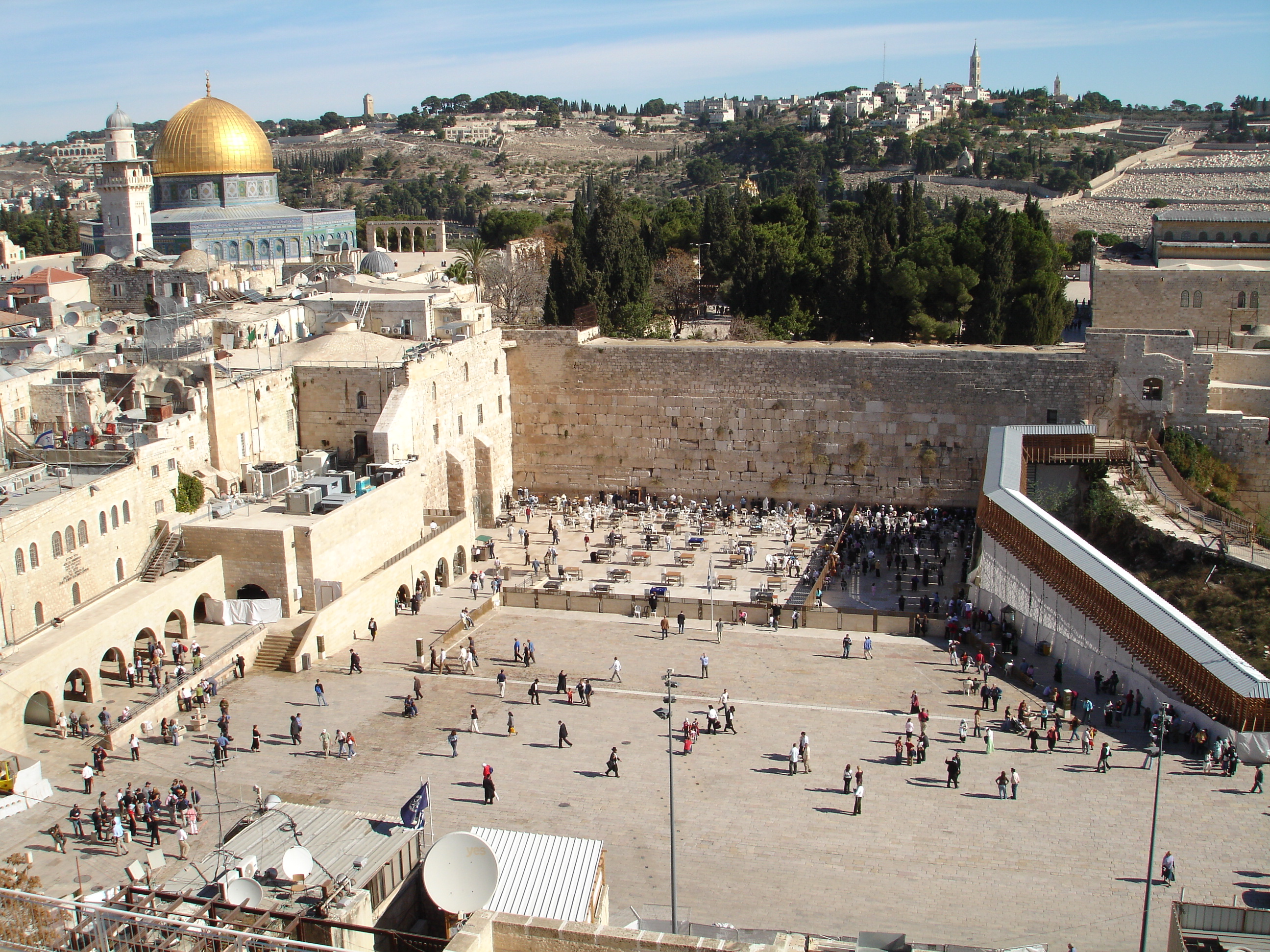
Mur de les Lamentacions

- El lloc més important del barri és el Mur de les Lamentacions o Mur Occidental, una part de l'enorme mur de contenció de l'expansió de la Mont del Temple sobre el qual van ser edificats el Primer i el Segon Temple de Jerusalem. Tal mur de contenció va ser construït pel rei Herodes I en el 37 a. C.. Des de fa segles és el principal lloc de peregrinació per al poble jueu de tot el món i també una important atracció turística per a persones de tots els credos. Pelegrins i visitants insereixen oracions escrites a mà en els intersticis d'entre les pedres. Nombrosos fidels llegeixen els Salms enfront del mur, i nombrosos benei mitzvà se celebren allà.

### Sinagogues

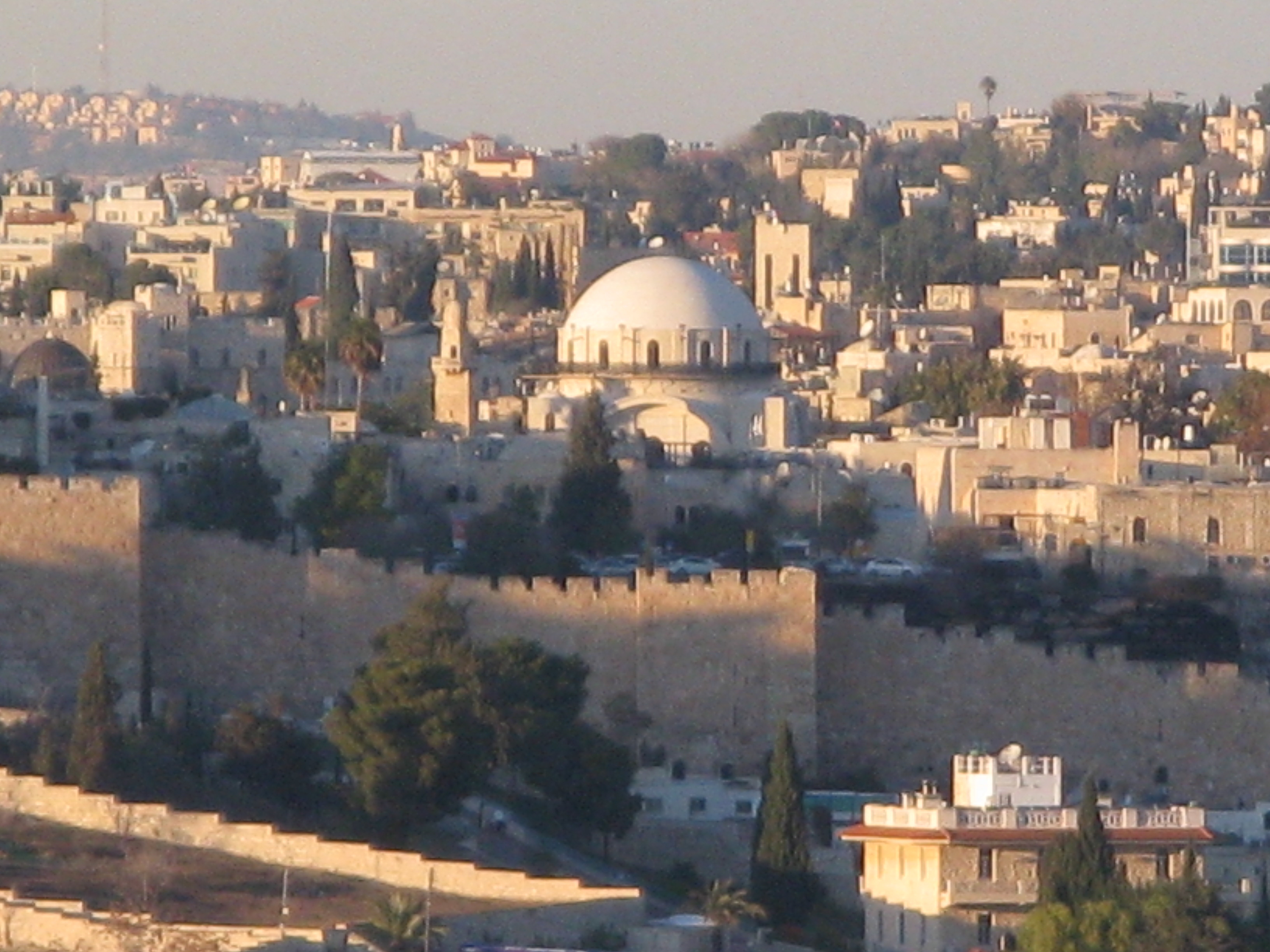
La Sinagoga Hurva, fou reconstruïda en 2010.

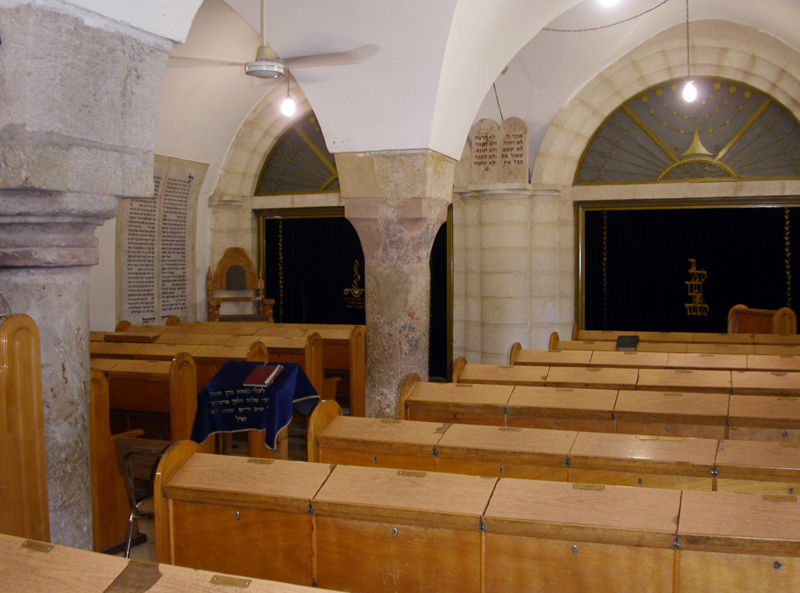
Sinagoga de Maimònides, 1267.

- Sinagoga Hurva, fou erigida en 1701, va ser reduïda a runes per la Legió Àrab durant la Guerra d'Independència d'Israel en 1948.[9]

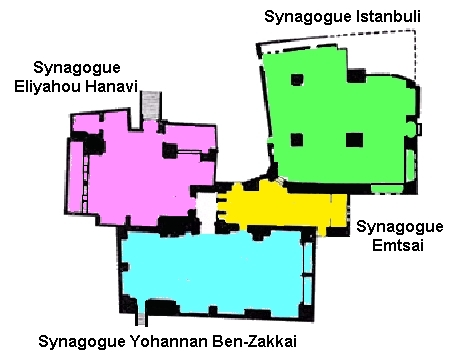
Les quatre sinagogues sefardites.

- Les quatre sinagogues sefardites. Després de la conquesta israeliana de Jerusalem Est en 1967, es va presentar una sèrie de plans per al disseny d'un nou edifici. Després d'anys de deliberació, en 1977 va ser reconstruït un arc commemoratiu sobre les runes del temple dinamitat i això va transformar el lloc en un monument prominent del barri jueu.[10]
- El projecte de reconstruir la sinagoga va rebre l'aprovació del govern israelià en 2000, a càrrec de la restauració va estar l'arquitecte Nahum Meltzer i aquesta restauració va ser culminada el 15 de març de 2010.
- Sinagoga Ramban o Sinagoga de Maimònides, la sinagoga més antiga encara en funcionament, data de 1267; fou destruïda en 1948 i reconstruïda en 1967.
- Les quatre sinagogues sefardites, comprenent un complex de temples juxtaposats que inclou: la Sinagoga Eliahu Ha'navi, la Sinagoga Jochanan ben Zakai, la Sinagoga Istambuli i la Sinagoga Kahal Tsion (Emtsai).
- Sinagoga Ari, situada en la planta baixa, inclou la Sinagoga Ohr ha-Chaim i el museu jueu.
- Sinagoga Beit El, centre d'estudis de càbala de la ciutat.
- Sinagoga Chesed El, centre del moviment religiós Bnei Akiva.
- Sinagoga Menachem Zion
- Sinagoga Ohr ha-Chaim
- Sinagoga Tzuf Dwasz

### Esglésies
- Església Nea, construïda en 543 i en el seu moment l'església més coneguda de Jerusalem.

### Museus
- Museu de l'Últim Dia: està situada al carrer Card i recorda els fets que van tenir lloc en 1948, quan la Ciutat Vella fou ocupada pels jordans que no van deixar amb prou feines restes de la presència del judaisme.
- Museu Arqueològic Wohl: el museu està situat a 3 metres sota el nivell actual de la ciutat i en ell es poden apreciar cases en bon estat de conservació del segle I.

### Altres llocs d'interès
- Card: antic tram de carrer de 200m de longitud d'origen romà i romà d'Orient. El carrer es troba a 6 metres sota el nivell actual de la ciutat i que fou descobert durant treballs arqueològics entre 1976-1985.
- Plaça Hurva: està situada al centre del barri, al costat de la Sinagoga Hurva.
- Torre d'Israel: restes de la torre de temps del Temple.